# استارکویل (کلرادو)
استارکویل (به انگلیسی: Starkville) شهری در ایالت کلرادو کشور ایالات متحده آمریکا است که جمعیت آن در سرشماری سال ۲۰۱۰ میلادی، ۵۹ نفر بوده‌است.